# ناحیه آتشفشانی بیوضه
ناحیهٔ آتشفشانی بیوضه منطقه‌ای دربر دارندهٔ نزدیک به ۹۰ مرکز آتشفشانی است که دست کم ۱۵ تا از مخروط‌های خاکستر و ۵ تا از کاسه‌های آتشفشانی آن نام گذاری شده‌اند. این منطقهٔ آتشفشانی در بیابان بیوضه در سودان جای دارد. بزرگترین کاسهٔ آتشفشانی فعال آن ۱٫۳ کیلومتر پهنا و ۵۰۰ متر گودی دارد.